# Ліліан Сюзет Гіббс
Ліліан Сюзет Гіббс (англ. Lilian Suzette Gibbs; 10 вересня 1870—30 січня 1925) — англійський ботанік, працювала у Британському музеї в Лондоні.
У лютому 1910 вона стала першою жінкою і першим ботаніком, хто піднявся на гору Кінабалу. Також Л.Гіббс брала участь у багатьох експедиціях, досліджуючи рослинний світ Австралії, Нової Зеландії, Індонезії, Малайзії, Зімбабве, Ісландії тощо.
Гіббс зібрала багато нових для науки рослин. Низка таксонів рослин названа на її честь: рід Gibbsia (з родини кропивових), Dacrydium gibbsiae, Podocarpus gibbsiae, Racemobambos gibbsiae (бамбук місс Гіббс) та інші.

## Вшанування та почесті
У 1905 році Гіббс була обрана членом Лондонського Ліннеївського товариства. У 1910 році вона була нагороджена медаллю Гакслі та премією за дослідження в галузі природничих наук, а також приєдналася до Королівського мікроскопічного товариства. У 1919 році вона стала членом Королівського географічного товариства. 

## Окремі публікації
- (1904) Notes on Floral Anomalies in species of Cerastium New Phytologist 3 243-247
- (1906) A contribution to the botany of Southern Rhodesia. Botanical J. Linnean Society 38 425-494
- (1907) Notes on the development and structure of the seed in the Alsinoideae. Annals of Botany 21 25-55
- (1908) Bio-histological notes on some new Rhodesian species of Fuirena, Hesperantha and Justicia Annals of Botany 22 187-206
- (1909) A contribution to the montane flora of Fiji (including crypograms). Botanical J. Linnean Society 39 130-212
- (1911) The Hepatics of New Zealand. Journal of Botany 49 261-266
- (1912) On the development of the female strobilus in Podocarpus. Annals of Botany 24 515-571
- (1914) A contribution to the flora and plant formations of Mount Kinabalu and the Highlands of British North Borneo. Botanical J. Linnean Society 42  1-240
- (1917) Dutch N. W. New Guinea: a contribution to the phytogeography and flora of the Arfak Mountains, etc. Octavo Taylor and Francis, London
- (1917) A contribution to the phyto-geography of Bellenden-Ker. Journal of Botany 55 297-310
- (1920) Notes on the phyto-geography and flora of the mountain summit plateaux of Tasmania. J Ecology 8 1-17
- (1920) The genus Calobryum. Journal of Botany 58 275